# Vlag van Permjakië
De vlag van Permjakië werd op 27 juni 1997 aangenomen. De vlag van heeft drie gelijke horizontale banen van rood, wit en blauw. Deze kleuren vertegenwoordigen niet alleen de kleuren van de Russische vlag, maar zijn ook kenmerkend voor de traditionele kleding van de Permjakische bevolking. Rood staat ook voor moed, kracht, dapperheid en liefde. Wit symboliseert zuiverheid van gedachten, onschuld en wijsheid. Blauw is een symbool van glorie, eer en eeuwigheid. Het herinnert ook aan de lucht, de watermassa's en de weidse ruimten van het gebied. In het midden van de witte baan staat een rood symbool uit het wapen van de okrug, een perna, gevormd door het kruisen van twee sets parallelle lijnen in een diagonaal. Dit embleem is een wijdverspreid cultureel symbool dat staat voor eeuwigheid, verheven aspiraties en geluk.
Tussen 12 februari 1996 en 27 juni 1997 toont een eerder ontwerp voor een rode perna. Het gebied fuseerde met oblast Perm op 1 december 2005 om kraj Perm te vormen. Daarmee kwam de vlag te vervallen.